# Relaciones México-Nauru
Las naciones de México y Nauru establecieron relaciones diplomáticas en 2001. Ambas naciones son miembros de las Naciones Unidas.

## Historia
México y Nauru establecieron relaciones diplomáticas el 21 de septiembre de 2001. Los vínculos se han desarrollado principalmente en el marco de foros multilaterales. 
En noviembre de 2010, el gobierno de Nauru envió una delegación de doce miembros, encabezado por el presidente de Nauru, Marcus Stephen; para asistir a la Conferencia de las Naciones Unidas sobre el Cambio Climático de 2010 en Cancún, México.
En 2024, ambas naciones celebraron 23 años de relaciones diplomáticas.

## Misiones diplomáticas
- México está acreditado ante Nauru a través de su embajada en Canberra, Australia.[4]
- Nauru no tiene una acreditación para México.